# سكوت أرسكين
سكوت أرسكين (بالإنجليزية: Scott Erskine) هو قاتل متسلسل أمريكي، ولد في 22 ديسمبر 1962 في سان دييغو في الولايات المتحدة.